# Baie du Trésor
La baie du Trésor est une baie de Martinique.

## Description

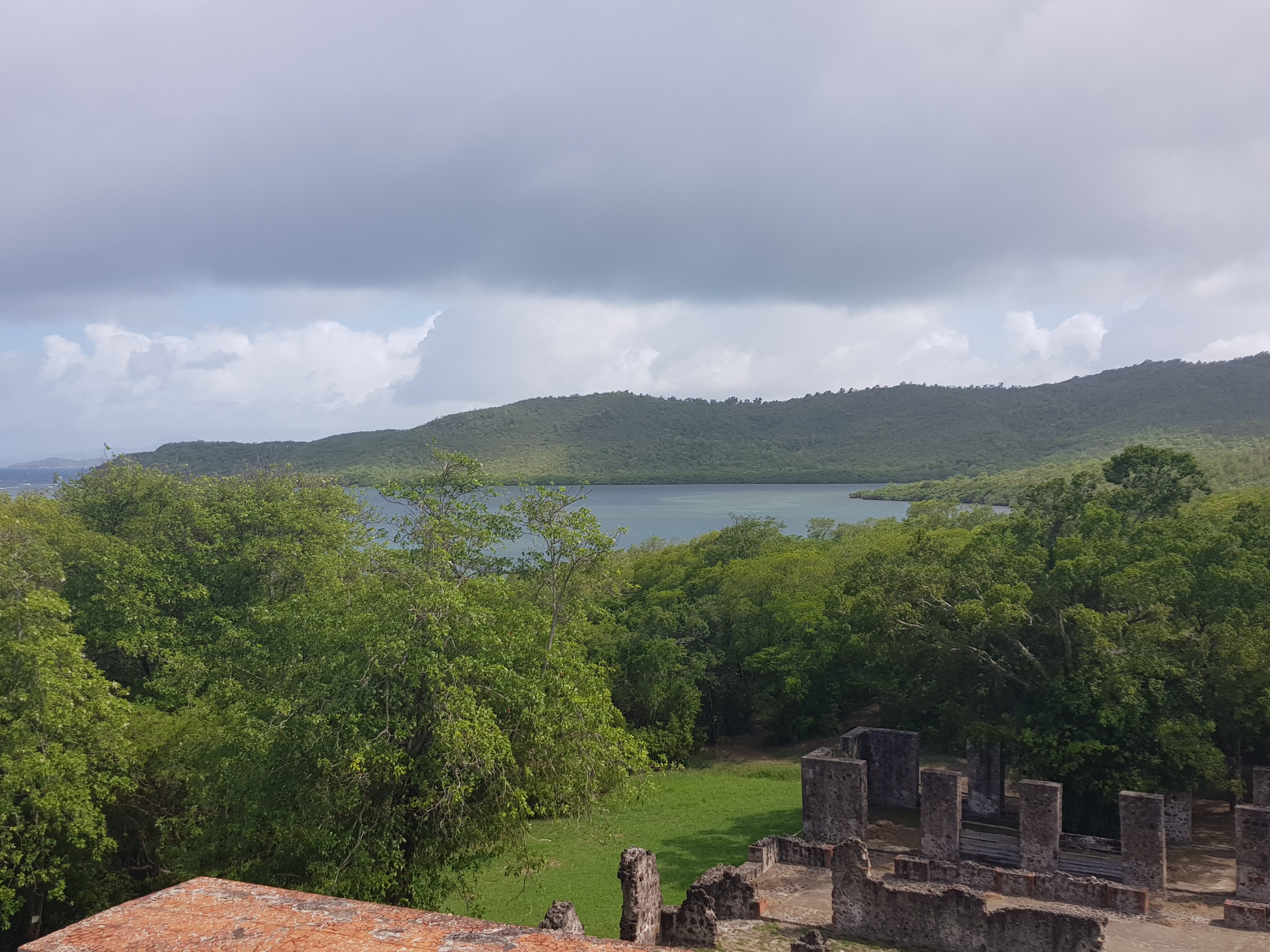
Vue sur la baie du Trésor par le château Dubuc

Large baie, elle s'étend de la pointe Caracoli à la pointe Roche Cornée. Entre les deux pointes et à l'entre de la baie se trouve l'îlet du Trésor. L'ensemble forme le Cul-de-Sac de Tartane. 
La baie est dominée par les ruines du château Dubuc. 
La baie est qualifiée régulièrement de « l'un des plus beaux endroits de la Presqu'île de la Caravelle ». Elle abrite, après avoir traversé la mangrove à partir du château Dubuc, une longue plage de sable ocre. 
Elle concentre plus de la moitié des espèces de coraux répertoriés en Martinique.
La baie du Trésor fait partie de la Réserve naturelle nationale de la presqu'île de la Caravelle. Vers la baie se trouve toutes les espèces de palétuviers de la Martinique. 80 espèces d'oiseaux y ont été recensées dont la grive moqueuse, le paille-en-queue, la frégate, le carouge et l'endémique moqueur gorge-blanche.